# Piers Bohl
Piers Bohl (em letão: Pīrss Bols; 23 de outubro de 1865 – 25 de dezembro de 1921) foi um matemático letão, conhecido por seus trabalhos em equações diferenciais, topologia e funções quase periódicas.

## Publicações
- Über die Bewegung eines mechanischen Systems in der Nähe seiner Gleichgewichtslage. In: Journal für die reine und angewandte Mathematik, Vol. 127 (1904), p. 179–276 (Vorwegnahme von Brouwers Fixpunktsatz).